# Умово
Умово (на македонска литературна норма: Умово) е село в община Студеничани на Северна Македония.

## География
Селото се намира в областта Торбешия.

## История
В XIX век Умово е помашко село в Скопска каза на Османската империя. Според статистиката на Васил Кънчов от 1900 година Умово е населявано от 425 българи мохамедани.
След Междусъюзническата война в 1913 година селото попада в Сърбия.
На етническата си карта от 1927 година Леонард Шулце Йена показва Умово (Umovo) като албанско село.
На етническата си карта на Северозападна Македония в 1929 година Афанасий Селишчев отбелязва Умово като албанско село.
Според преброяването от 2002 година селото е без жители.